# Alobarbital
Alobarbitalul este un derivat barbituric, fiind utilizat ca sedativ-hipnotic. Calea de administrare disponibilă este cea orală. A fost utilizat ca antiepileptic, iar în prezent se mai utilizează doar în unele state din Europa în tratamentul insomniilor.